# Niklas Ødegård
Niklas Ødegård (Hollingen, Noruega, 29 de marzo de 2004) es un futbolista noruego que juega como centrocampista en el Molde FK de la Eliteserien.

## Primeros años
Procede de Hollingen en Aukra.

## Trayectoria
Jugó en las categorías inferiores del Ekko/Aureosen, y debutó con el equipo absoluto en 2019, entonces en la séptima categoría del fútbol noruego.
Debutó con el Molde FK el 25 de julio de 2021 en la victoria por 4-1 en la primera ronda de la Copa de Noruega sobre el Spjelkavik IL.
El 6 de abril de 2023 amplió su contrato con el Molde hasta 2025.

## Estadísticas

### Clubes
Actualizado al último partido disputado el 25 de junio de 2023.
| Club               | Div.          | Temporada     | Liga  | Liga  | Liga   | Copas nacionales | Copas nacionales | Copas nacionales | Copas internacionales | Copas internacionales | Copas internacionales | Total | Total | Total  |
| Club               | Div.          | Temporada     | Part. | Goles | Asist. | Part.            | Goles            | Asist.           | Part.                 | Goles                 | Asist.                | Part. | Goles | Asist. |
| ------------------ | ------------- | ------------- | ----- | ----- | ------ | ---------------- | ---------------- | ---------------- | --------------------- | --------------------- | --------------------- | ----- | ----- | ------ |
| Molde FK · Noruega | 1.ª           | 2021          | 0     | 0     | 0      | 2                | 0                | 0                | —                     | —                     | —                     | 2     | 0     | 0      |
| Molde FK · Noruega | 1.ª           | 2022          | 11    | 1     | 1      | 4                | 1                | 1                | —                     | —                     | —                     | 15    | 2     | 2      |
| Molde FK · Noruega | 1.ª           | 2023          | 7     | 1     | 0      | 2                | 2                | 0                | 1                     | 0                     | 0                     | 10    | 3     | 0      |
| Molde FK · Noruega | Total club    | Total club    | 18    | 2     | 1      | 8                | 3                | 1                | 1                     | 0                     | 0                     | 27    | 5     | 2      |
| Total carrera      | Total carrera | Total carrera | 18    | 2     | 1      | 8                | 3                | 1                | 1                     | 0                     | 0                     | 27    | 5     | 2      |